# Адониран Барбоза
Жуан Рубинату (порт. João Rubinato, 6 августа 1910, Валиньюс — 23 ноября 1982, Сан-Паулу), более известный под псевдонимом Адониран Барбоза (Adoniran Barbosa) — бразильский исполнитель и певец в стиле самба.

## Биография
Жуан Рубинату был седьмым ребёнком итальянских иммигрантов Эммы и Фердинанда, осевших в городе Валиньюс, штат Сан-Паулу. Жуан начал работать очень рано в качестве общего помощника в железнодорожной компании в соседнем городе Жундиаи, а в 1924 году (в возрасте 14 лет) он переехал в город Санту-Андре, пригород Сан-Паулу, где он работал оператором прядильного станка, маляром, сантехником, сталелитейным рабочим, торговцем и официантом. Также он получил специальное образование помощника механика.
В 1933 году Жуан переехал в Сан-Паулу, где начал писать песни и пробовать себя на радиостанции Крузейру-ду-Сул в шоу поисков талантов Жоржи Амарала. После нескольких неудачных попыток он преуспел с песней-самба Ноэля Розы Filosofia и получил контракт на еженедельную 15-минутную программу на радио. Тогда же, опасаясь, что певец самбы с итальянской фамилией не будет приниматься всерьез, Жуан выбрал псевдоним, состоящий из необычного имени одного из его друзей «Адониран» и фамилии «Барбоза» его кумира композитора самбы Луиза Барбоза. В 1935 году он выиграл конкурс карнавальной песни, проведенный городом Сан-Паулу, с песней Dona Boa. В том же году он женился на своей давней подруге Ольге, хотя брак быстро распался.
В 1941 году он начал выступать в юмористических и театральных радиопрограммах на «Rádio Record» — которая позже стала одной из популярнейших радиостанций в Бразилии, где работал до 1972 года. В это время он познакомился с журналистом и радиоведущим Освальдо Молесом и вместе с ним написал много текстов для песен. Также он снялся в фильмах «Pif-Paf» (1945) и «Caídos do Céu» («упав с небес», 1946), оба режиссёра Адемара Гонзаги, а затем в «O Cangaceiro» (1953) режиссёра Лимы Баррету. Также он играл во многих теленовеллах, таких как «A Pensão de D. Isaura», и комедийных программах, таких как «Ceará contra 007» («Сеара против 007») и «Papai Sabe Nada» («Папа ничего не знает»).
В 1949 году он женился на Матильде ди Лютиис, которая оставалась его женой и соавтором до конца жизни.
В начале 1950-х он написал много песен на характерные для Сан-Паулу темы, большинство из которых были записаны группой Demônios da Garoa, и ещё дважды он выиграл конкурс карнавальных песен. В 1955 году он ввел своего очень популярного персонажа Шарутиньо (Charutinho — «короткая сигара») в юмористической радиопередаче «Histórias das Malocas» («Истории трущоб»).
Несмотря на успех своих песен и радиопередач, он стал звездой лишь в 1973 году с выходом его первого альбома. Это событие дало ему известность как композитора и сделало хорошую рекламу. Однако он никогда не нажил богатства и вел простую жизнь. Хотя его музыка оставалась популярной и после его смерти, он в конце жизни был забыт.
Жуан всегда любил свой город и очень тосковал о потере им своего традиционного характера. Ему принадлежит высказывание: «До 1960-х годов Сан-Паулу ещё существовал, но я искал его после этого, и не смог найти. Браз, где Браз сейчас? И Бешига, где она? Мне сказали поискать Се, я не смог найти и его. Все что я вижу — автомобили и бетон.»

## Особенности произведений
Главной темой Адонирана Барбоза были проблемы бедных слоев населения Сан-Паулу, в частности бедных итальянских иммигрантов, проживавших в районах Браз и Бешига (сейчас Бела-Виста), также как и жителей фавел (трущоб) города. Многие темы его произведений брались из жизни низкооплачиваемых работников, безработных и бродяг. Его первым большим хитом была песня «Saudosa Maloca» («Воспоминания о трущобе», 1951), в которой три бездомных друга с ностальгией рассказывают о своей бывшей избушке, разрушенной землевладельцем для освобождения места для строительства. Его следующий успех, «Joga a Chave» («Кинь мне ключ», 1952) был навеян его собственным опытом поздно приходить домой и находить двери закрытыми его женой, Матильдой. 
В 1960 году он сочиняет вместе с Освальдо Молесом песню «Tiro ao Álvaro» ("Тиро ао А́льваро", «Стреляю в А́льваро»). Эта песня имеет юмористический текст на популярном языке. В песне «Trem das Onze» («Поезд в 11:00», 1964), признанной одной из лучших песен в стиле самба, протагонист объясняет своей подруге, что он не может оставаться с ней, потому что должен сесть на последний поезд в предместье Жасанан, потому что мать не будет спать, если он не вернется.
Характерным является язык произведений Андрониана Барбоза. В отличие от певцов самбы предыдущих времен, что всегда использовали формальный португальский язык людей с высшим образованием, тексты песен Андрониана написаны реалистичным языком бедных классов общества Сан-Паулу. Он говорил «Я писал самбу только для простых людей. Именно поэтому я писал песни на неправильном португальском, ибо именно на этом языке разговаривают простые люди. Кроме того, я чувствую, что такой язык улучшает самбу». Примером такого языка является рассказ бездомного в «Saudosa Maloca», о дне разрушения его избушки землевладельцем:
|  | Peguemo tod’as nossas coisa,     |  | «Мы взяли все наши вещи             |
|  | E fumo pro meio da rua           |  | И вышли на улицу                    |
|  | Apreciá a demolição.             |  | Наблюдать за разрушением.           |
|  | Ai, que tristeza que nós sentia, |  | Ах, какое сожаление мы чувствовали, |
|  | Cada tauba que caía              |  | Каждая доска, когда падала          |
|  | Duía no coração…                 |  | Ранила нас в сердце…»               |

Слова peguemo вместо pegamos, fumo вместо fomos, nós sentia вместо nós sentíamos и tauba вместо tábua  — все они являются примерами языка паулистов — жителей штата Сан-Паулу. Однако, из-за предвзятости в обществе относительно такого языка, ни один автор до Барбозы не использовал его на письме. Даже тексты песен бедных жителей фавел были написаны «классическим» португальским, с «верным» произношением и правописанием. Таким образом, использование Адонираном «настоящего» бразильского португальского языка было революционным. Его очень часто критиковали за это, но он не был против и настаивал на использовании «ложного» языка в искусстве. Во многом успех его песен основывался на теплоте и жизненности такого языка.
Известным примером языка Барбоза является «Samba Italiano» («Итальянская самба» 1965 года), написанная пиджином итальянских иммигрантов Сан-Паулу. Эта песня имеет бразильский ритм и тему, но слова преимущественно итальянские:
| Оригинал Gioconda, piccina mia, Vai brincar ali no mare í no fundo, Mas atencione co os tubarone, ouviste Capito, meu San Benedito? Piove, piove, Fa tempo que piove qua, Gigi, E io, sempre io, Sotto la tua finestra E vuoi senza mi sentire Ridere, ridere, ridere Di questo infelice qui Ti ricordi, Gioconda, Di quella sera in Guarujá Quando il mare ti portava via E mi chiamasti Aiuto, Marcello! La tua Gioconda ha paura di quest’onda | Перевод Джоконда, моя маленькая Иди играть туда, в море и на дне Но смотри за акулами, ты слышишь, Понимаешь, мой Святой Бенедикт? Идёт дождь, идёт дождь Идёт дождь очень долго, Джиджи И я, я всегда Под твоим окном А ты, не слыша меня Смеешься, смеешься и смеешься Над несчастным тут Ты помнишь, Джоконда Тот вечер в Гуаруджи Где море унесло тебя И ты закричала мне: Помоги, Марчелло! Твоя Джоконда боится этих волн |

По стилю его музыка относится к samba paulista — «самбе Сан-Паулу», которую признавали самбисты из Рио-де-Жанейро. Характерной чертой этого стиля является samba de breque (прерывистая самба), где музыка вдруг останавливается, давая возможность сказать несколько слов. Например, его песня «Samba do Arnesto» (1953) начинается:
O Arnesto nus convidou prum samba, ele mora no Brás.
«Арнест пригласил нас на самбу, он живёт в Бразе.»
Мелодия вдруг разрывается на фразе ele mora no Brás, фактически вынося её за скобки.

## Композиции
Malvina, 1951
Saudosa maloca, 1951
Joga a chave, с Освалду Молиз, 1952
Samba do Arnesto, 1953
Pra que chorar, с Матильдой ди Лулииз
A garoa vem descendo, с Матильдою ди Лулииз
As mariposas, 1955
Iracema, 1956
Apaga o fogo Mané, 1956
Bom-dia tristeza, 1958
Abrigo de vagabundo, 1959
No morro da Casa Verde, 1959
Prova de carinho, 1960
Tiro ao Álvaro, с Освалду Молиз, 1960
Luz da light, 1964
Trem das Onze, 1964
Agüenta a mão, 1965
Samba Italiano, 1965
Tocar na banda, 1965
Pafunça, с Освалду Молиз 1965
O casamento do Moacir, 1967
Mulher, patrão e cachaça, 1968
Vila Esperança, 1968
Despejo na favela, 1969
Fica mais um pouco, amor, 1975
Acende o candieiro, 1972
Uma Simples Margarida (Samba do Metrô)
Já Fui uma Brasa
Rua dos Gusmões
Также Адониран оставил около 90 неопубликованных песен, на которые позже писали музыку другие композиторы.